# Đông Hưng Thuận
Đông Hưng Thuận là một phường thuộc Thành phố Hồ Chí Minh, Việt Nam.

## Địa lý
Phường Đông Hưng Thuận nằm ở phía nam Quận 12, có vị trí địa lý:
- Phía đông giáp quận Gò Vấp
- Phía tây giáp phường Tân Hưng Thuận
- Phía nam giáp phường Tân Thới Nhất và quận Tân Bình
- Phía bắc giáp các phường Tân Chánh Hiệp, Tân Thới Hiệp và Trung Mỹ Tây.

Phường có diện tích 2,55 km², dân số năm 2021 là 46.250 người,  mật độ dân số đạt 18.137 người/km².

## Hành chính
Sau khi chính thức sắp xếp lại các khu phố của 11 phường thuộc địa bàn Quận 12 vào ngày 14/03/2024, phường Đông Hưng Thuận từ 8 khu phố cùng nhiều tổ dân phố ở cấp dưới sẽ chia thành 23 khu phố mới đánh số từ 1 đến 23. Điều đó đồng nghĩa với việc, phường Đông Hưng Thuận sẽ không còn cấp hành chính tổ dân phố như trước.

## Lịch sử
Địa danh Đông Hưng Thuận có từ thời Pháp thuộc, khi đó là tên một làng thuộc tổng Bình Thạnh Hạ, quận Gò Vấp, tỉnh Gia Định. Làng Đông Hưng Thuận được hình thành trên cơ sở sáp nhập bốn làng có từ thời Nguyễn là Tân Đông Trung, Tân Hội, Thuận Kiều và Trung Hưng.
Năm 1955, chính quyền Việt Nam Cộng hòa sáp nhập tổng Bình Thạnh Hạ vào quận Hóc Môn. Sau năm 1956, các làng được gọi là xã, làng Đông Hưng Thuận lúc này cũng được sáp nhập thêm phần đất của làng Tân Đông Thượng thành xã Đông Hưng Tân thuộc quận Hóc Môn.
Sau năm 1975, xã Đông Hưng Tân được đổi tên thành xã Đông Hưng Thuận thuộc huyện Hóc Môn, Thành phố Hồ Chí Minh.
Ngày 27 tháng 8 năm 1988, Hội đồng Bộ trưởng ban hành Quyết định 136-HĐBT.  Theo đó:
- Tách 145 ha diện tích tự nhiên và 4.516 người của xã Đông Hưng Thuận (gồm một phần ấp Hàng Sao một phần ấp Tân Hưng); 461 ha diện tích tự nhiên và 4.720 người của xã Trung Mỹ Tây (gồm ấp Đông, ấp Chánh Tây) để thành lập xã Tân Chánh Hiệp
- Tách 141 ha diện tích tự nhiên và 631 người của ấp Đồng Tiến thuộc xã Đông Hưng Thuận để sáp nhập vào xã Trung Mỹ Tây.

Sau khi điều chỉnh địa giới hành chính, xã Đông Hưng Thuận còn lại 428 ha diện tích tự nhiên và 19.807 người, gồm 6 ấp: Hàng Sao, Tân Hưng, Đồng Tiến, Cây Sộp, Chợ Cầu và Bàu Nai.
Ngày 6 tháng 1 năm 1997, Chính phủ ban hành Nghị định số 03-CP. Theo đó:
- Thành lập Quận 12 trên cơ sở tách toàn bộ diện tích, dân số của 5 xã: An Phú Đông, Đông Hưng Thuận, Tân Thới Hiệp, Tân Thới Nhất, Thạnh Lộc và một phần diện tích, dân số của 2 xã: Tân Chánh Hiệp, Trung Mỹ Tây thuộc huyện Hóc Môn.
- Thành lập phường Đông Hưng Thuận trên cơ sở toàn bộ diện tích tự nhiên và dân số của xã Đông Hưng Thuận.

Sau khi thành lập, phường Đông Hưng Thuận có 428 ha diện tích tự nhiên, dân số là 27.097 người.
Ngày 23 tháng 11 năm 2006, Chính phủ ban hành Nghị định số 143/2006/NĐ-CP. Theo đó, thành lập phường Tân Hưng Thuận trên cơ sở điều chỉnh 181,08 ha diện tích tự nhiên và 24.829 người của phường Đông Hưng Thuận.
Sau khi điều chỉnh địa giới hành chính, phường Đông Hưng Thuận còn lại 255,20 ha diện tích tự nhiên, dân số là 33.068 người.